# Christian August Sebbelow
Christian August Sebbelow, född 23 maj 1805 i Kristiansand, död 20 maj 1886 i Larvik, var en norsk donator.
Sebbelow, som länge var prokurator i Jarlsberg og Larviks amt, utövade omfattande välgörenhet och testamenterade sin förmögenhet till en stiftelse för ogifta mödrar i Kristiania ("Sebbelows stiftelse"). Han upprättade även ett legat med hans namn, för behövande sjömän och deras efterlevande